# Perez Hilton
Perez Hilton, właśc. Mario Armando Lavandeira Jr (ur. 23 marca 1978 w Miami) – amerykański bloger oraz osobowość medialna, sporadycznie aktor. Na blogu publikuje plotki na temat celebrytów, nierzadko kontrowersyjne.

## Życiorys
Urodził się w Miami na Florydzie. Jego rodzice pochodzą z Kuby. W 1996 ukończył Belen Jesuit Preparatory School oraz uzyskał dyplom New York University cztery lata później. W 2002 przeniósł się na stałe do Los Angeles. Po ukończeniu studiów próbował sił jako aktor.
Karierę blogera rozpoczął w 2004, a już w marcu 2005 jego strona pagesixsixsix.com została okrzyknięta „najbardziej znienawidzoną stroną” w plotkarskim programie The Insider. 30 lipca 2007 inna strona blogera, portal perezhilton.com, osiągnęła ponad 8,8 mln wejść w ciągu doby. Zdobywszy rozgłos, zaczął pojawiać się również w programach telewizyjnych i serialach. Swoją pracę blogera traktuje jako hobby.

## Kontrowersje

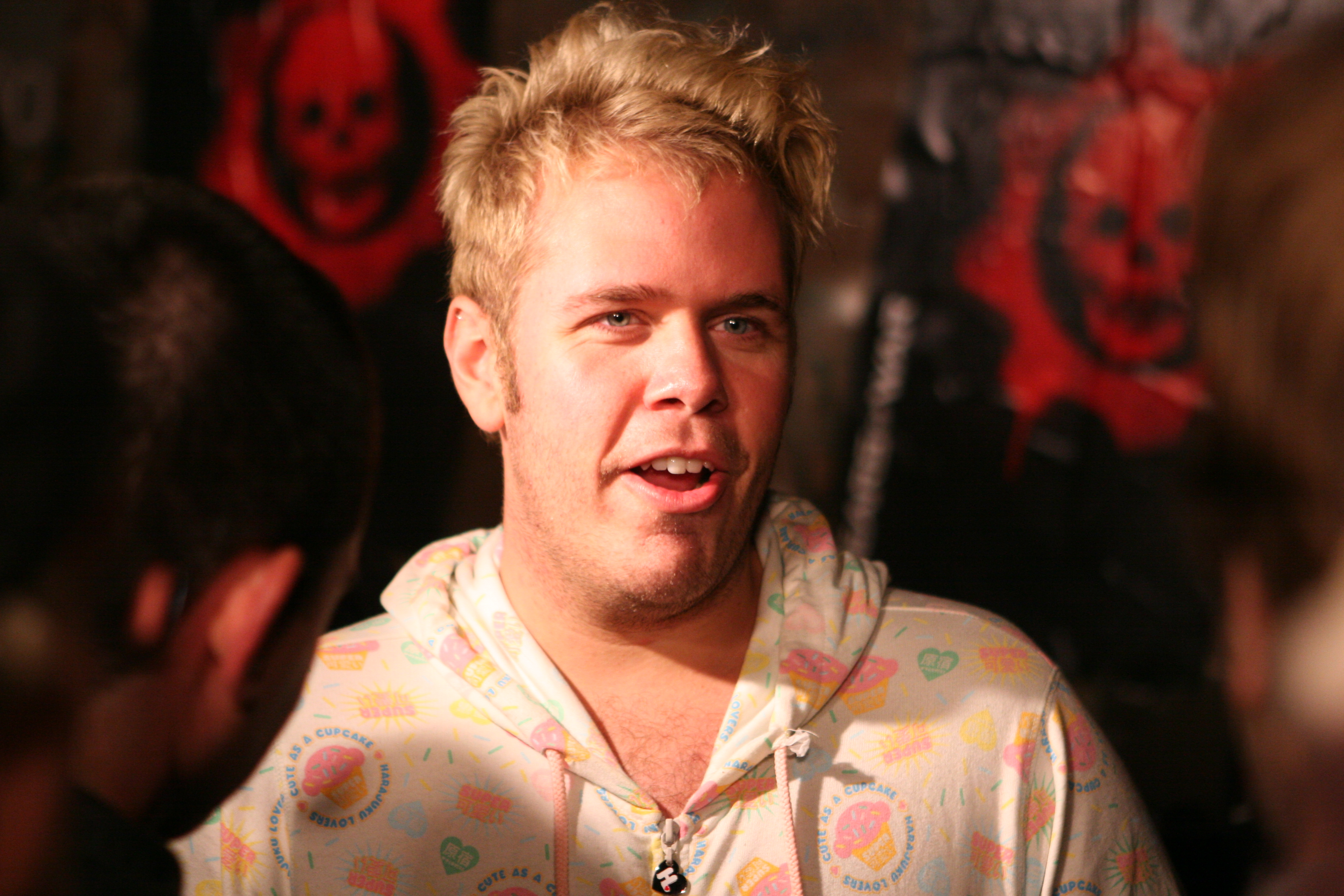
Perez Hilton (2006)

Blog Hiltona, a także on sam często wywołują kontrowersje. W sierpniu 2007 przedwcześnie ogłosił śmierć kubańskiego przywódcy Fidela Castro i ogłosił, że jest pierwszą osobą, która podała tę informację do publicznej wiadomości. Wywołało to niemałe zaskoczenie, zwłaszcza gdy okazało się, że Castro żyje. Bloger niejednokrotnie musiał się później z tego tłumaczyć.
W październiku 2007 został pozwany przez firmę Zomba Label Group o naruszenie praw autorskich. Powodem wytoczenia procesu było nielegalne umieszczenie perezhilton.com nagrań Britney Spears, w tym 10 kompletnych piosenek oraz kilka nieukończonych nagrań. W tym samym czasie Samantha Ronson wytoczyła Hiltonowi proces po tym, jak na stronie blogera pojawiła się informacja, że w samochodzie Lindsay Lohan, przyjaciółki Ronson, znaleziono kokainę oraz bezprawne wstawienie fotografii ukazującej aktorkę pod wpływem alkoholu i narkotyków.
25 czerwca 2009, krótko po śmierci Michaela Jacksona, umieścił sarkastyczny komentarz w sprawie śmierci artysty pt. „Oddajcie fanom pieniądze!”, czym odniósł się do planów wielkiego powrotu artysty na scenę. Komentarz blogera ten wywołał powszechne oburzenie wśród fanów Jacksona.

## Życie osobiste
Otwarcie przyznaje, że jest gejem. Jest członkiem Gay & Lesbian Alliance Against Defamation.

## Filmografia
- 2001: Rodzina Soprano jako student
- 2004: From Flab to Fab jako on sam (jako Mario)
- 2006: Pepper Dennis jako członek klubu gejów
- 2007: MuchOnDemand jako on sam
- 2007: Celebrity Rap Superstar jako on sam
- 2007-2008: What Perez Sez jako on sam
- 2007: MADtv jako on sam
- 2007: The 100 Most Annoying People Of 2007 jako on sam
- 2007-2008: Total Request Live jako on sam
- 2008: Queen Bees jako on sam
- 2008: Paris Hilton's My New BFF: Casting Special jako on sam
- 2008: Fido Awards jako on sam
- 2008: Extra jako on sam
- 2008: The Martha Stewart Show jako on sam
- 2008: Privileged jako on sam
- 2009: Mtv's My Super Sweet 16 UK SEASON 2 jako on sam
- 2009-2010: The Bad Girls Club jako on sam
- 2009: Degrassi Goes Hollywood jako on sam
- 2010: When I Was 17 jako on sam
- 2010: America’s Next Top Model jako on sam
- 2010: Tosh.0 jako on sam
- 2010: Victoria znaczy zwycięstwo jako on sam
- 2012: Glee jako on sam
- 2015: Most Likely to Die jako Freddie